# Friedrich von Ledebur
Friedrich von Ledebur (Nisko, 3 giugno 1900 – Linz, 25 dicembre 1986) è stato un attore austriaco.

## Biografia
Nato a Nisko, all'epoca facente parte dell'Impero austro-ungarico, von Ledebur si arruolò nel 1916 nell'esercito imperiale austro-ungarico e fu ufficiale della cavalleria austriaca durante gli ultimi anni della prima guerra mondiale.
Il debutto cinematografico di von Ledebur risale al 1945 nella commedia Scandalo a corte di Ernst Lubitsch e Otto Preminger. In seguito apparve in Alessandro il Grande (1956), nel ruolo del generale macedone Antipatro, e interpretò poi il ruolo del capo ramponiere Queequeg nel film Moby Dick (1956) di John Huston. («Meglio un cannibale sobrio che un cristiano ubriaco» è il celebre commento di Ismaele, a proposito di Queequeg, sia nel libro che nel film). 
Apparve inoltre nei panni di Frate Christophorus nell'episodio The Howling Man della serie Ai confini della realtà (1960).
Negli anni sessanta e settanta apparve spesso in produzioni europee, e recitò in Italia sotto la direzione di Federico Fellini in Giulietta degli spiriti (1965) e di Luchino Visconti in Ludwig (1972). Fu nuovamente Fellini che diresse von Ledebur nella sua ultima apparizione cinematografica, nel film Ginger e Fred (1985).
Si sposò due volte: la prima nel 1934 con la poetessa inglese Iris Tree, dalla quale ebbe un figlio, la seconda nel 1955 con Gräfin Alice Hoyos von Stichsenstein, dalla quale ebbe un altro figlio.

## Ascendenza
|                                                   |                                 |                                      | Genitori                             |  |  | Nonni |  |  | Bisnonni                  |  |  | Trisnonni                  |  |
|                                                   |                                 |                                      |                                      |  |  |       |  |  | Adolf von Ledebur-Wicheln |  |  | August von Ledebur-Wicheln |  |
|                                                   |                                 |                                      |                                      |  |  |       |  |  | Adolf von Ledebur-Wicheln |  |  | August von Ledebur-Wicheln |  |
|                                                   |                                 | Theresia Maria von Hartig            |                                      |  |  |       |  |  | Adolf von Ledebur-Wicheln |  |  |                            |  |
| Johann von Ledebur-Wicheln                        |                                 |                                      |                                      |  |  |       |  |  | Adolf von Ledebur-Wicheln |  |  |                            |  |
|                                                   |                                 | Johanna von Nostitz-Rieneck          | Johann Wenzel von Nostitz-Rieneck    |  |  |       |  |  |                           |  |  |                            |  |
|                                                   |                                 | Johanna von Nostitz-Rieneck          | Johann Wenzel von Nostitz-Rieneck    |  |  |       |  |  |                           |  |  |                            |  |
|                                                   |                                 | Johanna von Nostitz-Rieneck          | Caroline von Clam-Gallas             |  |  |       |  |  |                           |  |  |                            |  |
| Adolf von Ledebur-Wicheln                         |                                 | Johanna von Nostitz-Rieneck          |                                      |  |  |       |  |  |                           |  |  |                            |  |
|                                                   |                                 | Jaromír Černín z Chudenic            | Eugen Karel Černín z Chudenic        |  |  |       |  |  |                           |  |  |                            |  |
|                                                   |                                 | Jaromír Černín z Chudenic            | Eugen Karel Černín z Chudenic        |  |  |       |  |  |                           |  |  |                            |  |
|                                                   |                                 | Jaromír Černín z Chudenic            | Maria Teresa Orsini von Rosenberg    |  |  |       |  |  |                           |  |  |                            |  |
| Karolína Czerninová z Chudenic                    |                                 | Jaromír Černín z Chudenic            |                                      |  |  |       |  |  |                           |  |  |                            |  |
|                                                   |                                 | Karoline von Schaffgotsch            | Johann von Schaffgotsche             |  |  |       |  |  |                           |  |  |                            |  |
|                                                   |                                 | Karoline von Schaffgotsch            | Johann von Schaffgotsche             |  |  |       |  |  |                           |  |  |                            |  |
|                                                   |                                 | Karoline von Schaffgotsch            | Ernestine von Lamberg                |  |  |       |  |  |                           |  |  |                            |  |
| Friedrich von Ledebur-Wicheln                     |                                 | Karoline von Schaffgotsch            |                                      |  |  |       |  |  |                           |  |  |                            |  |
|                                                   | Roger de Rességuier de Miremont | Adrien de Rességuier de Miremont     |                                      |  |  |       |  |  |                           |  |  |                            |  |
|                                                   | Roger de Rességuier de Miremont | Adrien de Rességuier de Miremont     |                                      |  |  |       |  |  |                           |  |  |                            |  |
|                                                   | Roger de Rességuier de Miremont | Suzanne de Fleuriau-Touche-Longue    |                                      |  |  |       |  |  |                           |  |  |                            |  |
| Edmund Bernhard Olivier de Rességuier de Miremont | Roger de Rességuier de Miremont |                                      |                                      |  |  |       |  |  |                           |  |  |                            |  |
|                                                   |                                 | Amalie Festetics de Tolna            | Ignaz Festetics de Tolna             |  |  |       |  |  |                           |  |  |                            |  |
|                                                   |                                 | Amalie Festetics de Tolna            | Ignaz Festetics de Tolna             |  |  |       |  |  |                           |  |  |                            |  |
|                                                   |                                 | Amalie Festetics de Tolna            | Francisca Batthyány de Német-Ujvár   |  |  |       |  |  |                           |  |  |                            |  |
| Marie de Rességuier de Miremont                   |                                 | Amalie Festetics de Tolna            |                                      |  |  |       |  |  |                           |  |  |                            |  |
|                                                   |                                 | Eugen Kinsky von Wchinitz und Tettau | Franz Kinsky von Wchinitz und Tettau |  |  |       |  |  |                           |  |  |                            |  |
|                                                   |                                 | Eugen Kinsky von Wchinitz und Tettau | Franz Kinsky von Wchinitz und Tettau |  |  |       |  |  |                           |  |  |                            |  |
|                                                   |                                 | Eugen Kinsky von Wchinitz und Tettau | Therese von Wrbna und Freudenthal    |  |  |       |  |  |                           |  |  |                            |  |
| Marie Kinsky von Wchinitz und Tettau              |                                 | Eugen Kinsky von Wchinitz und Tettau |                                      |  |  |       |  |  |                           |  |  |                            |  |
|                                                   |                                 | Elisabeth von Pfifferling            | Matthias von Pfifferling             |  |  |       |  |  |                           |  |  |                            |  |
|                                                   |                                 | Elisabeth von Pfifferling            | Matthias von Pfifferling             |  |  |       |  |  |                           |  |  |                            |  |
|                                                   |                                 | Elisabeth von Pfifferling            | Anna Maria von Eder                  |  |  |       |  |  |                           |  |  |                            |  |
|                                                   |                                 | Elisabeth von Pfifferling            |                                      |  |  |       |  |  |                           |  |  |                            |  |

## Filmografia parziale

### Cinema
- Scandalo a corte (A Royal Scandal), regia di Otto Preminger e Ernst Lubitsch (1945)
- Notorious - L'amante perduta (Notorious), regia di Alfred Hitchcock (1946)
- Ambra (Forever Amber), regia di Otto Preminger e John M. Stahl (1947)
- Moulin Rouge, regia di John Huston (1952)
- Alessandro il Grande (Alexander the Great), regia di Robert Rossen (1956)
- Moby Dick, la balena bianca (Moby Dick), regia di John Huston (1956)
- I 27 giorni del pianeta Sigma (The 27th Day), regia di William Asher (1957)
- Le radici del cielo (The Roots of Heaven), regia di John Huston (1958)
- I bucanieri (The Buccaneer), regia di Anthony Quinn (1958)
- I rinnegati dell'isola misteriosa (Enchanted Island), regia di Allan Dwan (1958)
- Karamazov (The Brothers Karamazov), regia di Richard Brooks (1958)
- Olympia (A Breath of Scandal), regia di Michael Curtiz (1960)
- Barabba, regia di Richard Fleischer (1961)
- Giulietta degli spiriti, regia di Federico Fellini (1965)
- La caduta delle aquile (The Blue Max), regia di John Guillermin (1966)
- Riflessi in un occhio d'oro (Reflections in a Golden Eye), regia di John Huston (1967)
- Edipo re (Oedipus the King), regia di Philip Saville (1968)
- Mayerling, regia di Terence Young (1968)
- L'albero di Natale (L'Arbre de Noël), regia di Terence Young (1969)
- Mattatoio 5 (Slaughterhouse-Five), regia di George Roy Hill (1972)
- Ludwig, regia di Luchino Visconti (1973)
- Un genio, due compari, un pollo, regia di Damiano Damiani (1975)
- Il salario della paura (Sorcerer), regia di William Friedkin (1977)
- Linea di sangue (Bloodline), regia di Terence Young (1979)
- Ginger e Fred, regia di Federico Fellini (1985)

### Televisione
- Indirizzo permanente (77 Sunset Strip) – serie TV, episodio 3x11 (1960)
- Ai confini della realtà (The Twilight Zone) – serie TV, episodio 2x05 (1960)

## Doppiatori italiani
- Bruno Persa in Alessandro il Grande, Un genio, due compari, un pollo
- Cesare Polacco in Moby Dick, la balena bianca
- Ennio Balbo in I 27 giorni del pianeta Sigma
- Corrado Gaipa in Ginger e Fred